# Tanygona
Tanygona là một chi bướm đêm thuộc họ Cosmopterigidae.